# Emmanuel Farhi
Pour les articles homonymes, voir Farhi.
Emmanuel Farhi, né le 8 septembre 1978 à Paris et mort le 23 juillet 2020 à Cambridge (Massachusetts, États-Unis), est un économiste français, chercheur à l'École d'économie de Toulouse et professeur à Harvard.
Ses travaux s'inscrivent dans le cadre d'une recherche visant à réconcilier l'interventionnisme keynésianiste et la stabilité financière exigée par le libre-échange. Membre du Conseil d'analyse économique, chargé de conseiller le Premier ministre français de 2010 à 2012, il reçoit en 2013 le prix du meilleur jeune économiste de France.
Selon RePEc, Emmanuel Farhi a publié 46 articles dans des revues à comité de lecture. Il totalise près de 4 000 citations et son indice h est de 35,. La revue dans laquelle il a le plus publié (13 articles) est l'American Economic Review. Faisant partie du top 10 des économistes les plus cités des dix dernières années, Emmanuel Farhi était considéré comme un potentiel récipiendaire du Prix Nobel d'économie.

## Biographie
Emmanuel Farhi est le fils de la spécialiste des politiques sociales Danièle Debordeaux et d'un économiste de la DATAR et du Commissariat général du Plan, André Farhi.
Élève du lycée Louis-le-Grand, il est à seize ans lauréat du concours général de physique. Admis en classe préparatoire dans le même établissement, il est deux ans plus tard, en 1997, classé premier au concours d'entrée à l'École polytechnique, mais il opte finalement pour l'École normale supérieure (ENS), où il a été classé neuvième au concours C/S, « Mathématiques, physique, informatique ». 
Il se spécialise en mathématiques et obtient la deuxième place à l'agrégation en 1999. A l'ENS, il obtient trois DEA : un en économie, un en mathématiques pures et appliquées, et un en probabilité. De 2002 à 2005, il suit la formation d'ingénieur du Corps des mines,.
C'est dans le désir d'honorer la mémoire de son défunt père qu'il s'oriente vers l'économétrie. Il obtient, en 2006, au Massachusetts Institute of Technology (MIT) un Ph.D. en sciences économiques,,. Il rédige sa thèse de doctorat, Three essays in macroeconomics, sous la direction de Ricardo Caballero et Iván Werning.
Emmanuel Farhi commence alors sa carrière comme chercheur associé à la Fondation Jean Jacques Laffont, sous la direction de Jean Tirole, et simultanément comme professeur assistant au département d'économie de l'université Harvard, où il devient quatre ans plus tard, en 2010, professeur titulaire. Il publie souvent avec Ivan Werning (de), Xavier Gabaix et Jean Tirole. Avec Augustin Landier, Bernard Salanié et David Thesmar, il participe en 2013 à la création du blog Frogonomics.
En 2016, il est du nombre des experts sollicités par Jean Pisani-Ferry pour élaborer, au côté entre autres de Philippe Aghion, le programme économique du nouveau parti En marche. Dès avant le premier tour de l'élection présidentielle de 2017, il souscrit à l'appel à voter, non sans réserves mais avec des arguments économiques, pour Emmanuel Macron plutôt que pour Marine Le Pen alors que Thomas Piketty et Julia Cagé soutiennent Benoît Hamon. En 2018, il est élu « Robert C. Waggoner Professor of Economics » au sein du Département d'économie d'Harvard.
Le vendredi 24 juillet 2020, Neil Shephard annonce sur Twitter la mort par suicide de son collègue, intervenue la veille quelques heures après une visioconférence, coprésidée par Olivier Blanchard, qui n'avait rien laissé paraître d'inhabituel.

## Œuvre
Les travaux d'Emmanuel Farhi portent sur la macroéconomie, la finance et l'économie publiques dans un contexte de mondialisation et, démarche audacieuse, leurs interactions. Ils en proposent des approches renouvelées en intégrant des facteurs jusqu'alors écartés, respectivement les structures de production et les variations hétérogènes, les dynamiques psychologiques et comportementales, le poids dans une économie ouverte de la concurrence étrangère et de l'exception du dollar.
Reposant sur des modèles mathématiques, ils visent à éclairer, dans un souci pratique d'améliorer la décision politique,  des problèmes concrets comme la régulation macro-prudentielle, la compréhension des bulles financières et des crises, le rôle des liquidités dans l'épargne et la stabilité financière ou encore l'impact de décisions politiques fiscales. Une de ses études porte sur la TVA sociale, une mesure introduite par Nicolas Sarkozy puis abrogée par François Hollande,.
Son approche peut être qualifiée de keynésienne.

## Principales publications
- Avec Nicolas Lambert, Les entreprises face à la politique européenne de la concurrence, Presse des Mines.
- « Speculative Growth: Hints from the US Economy » (en coll.), American Economic Review, vol. 96, no 4, septembre 2006.
- « Saving and Investing for Early Retirement: A Theoretical Analysis » (en coll.), in Journal of Financial Economics, vol. 83, no 1, 2007.
- Avec Iván Werning, « Quelques considérations sur la mise en place de la "TVA sociale" en France », Secrétariat d'État chargé de la Prospective et de l'Évaluation des politiques publiques, 2007 (miméo).
- « An Equilibrium Model of Global Imbalances and Low Interest Rates » (en coll.), in American Economic Review, 2008.
- « A Theory of Liquidity and Regulation of Financial Intermediation » (en coll.), in Review of Economic Studies, 2009.
- Avec J. Tirole, « Collective Moral Hazard, Maturity Mismatch and Systemic Bailouts », Harvard & TSE, 2009 (miméo).
- « Progressive Estate Taxation » (en coll.), in Quarterly Journal of Economics, 2010.
- Avec P. Y. Gourinchas & H. Rey, Reforming the International Monetary System, 2011.
- Avec Christopher Sleet, Iván Werning & Sevin Yeltekin, « Nonlinear Capital Taxation without Commitment », in Review of Economic Studies, vol. 79, no 4, p. 1469-1493, octobre 2012.
- Avec G. Gopinath & O. Itskhoki, «  Fiscal Devaluations », in Review of Economic Studies, vol. 81, no 2 p. 725-760, 2013.

## Prix et distinctions
- 2009 : Prix Bernácer[25] pour le meilleur économiste européen de moins de quarante ans[26].
- 2011 : Prix Malinvaud[27].
- 2013 : Prix du meilleur jeune économiste de France décerné par Le Monde et le Cercle des économistes[28].
- 2013 : Prix junior en économie monétaire et finance de la Banque de France et de la Toulouse School of Economics[29].

En septembre 2014, le FMI compte Emmanuel Farhi parmi les vingt cinq économistes de moins de quarante cinq ans susceptibles d'avoir dans les prochaines décennies le plus d’influence sur notre compréhension de l’économie mondiale. Il est un des sept Français de cette liste.

## Pour approfondir
- (en) Jean Tirole, « Emmanuel Farhi, Economist Par Excellence », Annual Review of Economics,‎ 1er juin 2021, p. 17 (lire en ligne)